# Tvarožná (okres Kežmarok)
Tvarožná (Hongaars: Duránd) is een Slowaakse gemeente in de regio Prešov, en maakt deel uit van het district Kežmarok.
Tvarožná telt 687 inwoners.